# 斯氏長鱸
斯氏長鱸，為輻鰭魚綱鱸形目鱸亞目鮨科的其中一種，分布於西太平洋的印尼及新愛爾蘭島海域，棲息深度可達25公尺，體長可達5公分，生活在珊瑚礁區，為底棲性魚類，屬肉食性，生活習性不明。

## 擴展閱讀
維基物種上的相關：斯氏長鱸